# Брюньон, Жак
Жак (Тото) Брюньон (фр. Jacques "Toto" Brugnon; 11 мая 1895, Париж — 20 марта 1978, там же) — французский теннисист, один из «четырёх мушкетёров» французского тенниса 1920-х и 1930-х годов.
- Двенадцатикратный победитель турниров Большого шлема в мужском и смешанном парном разряде
- Четырёхкратный обладатель Кубка Дэвиса (1927, 1930—1932) в составе сборной Франции
- Серебряный призёр Олимпийских игр 1924 года в мужском парном разряде
- Член Международного зала теннисной славы с 1976 года

## Спортивная карьера
Жак Брюньон, родившийся в 1895 году, был самым старшим из «четырёх мушкетёров» французского тенниса, начав регулярные выступления в первые годы после мировой войны. В 1919 году он стал четвертьфиналистом чемпионата мира на крытых кортах, в 1920 году уже представлял Францию на Олимпийских играх в Антверпене, где дошёл до матча за третье место в мужском парном разряде, а с 1921 года выступал за сборную Франции в Кубке Дэвиса и регулярно побеждал на национальном чемпионате Франции в паре с ведущей французской теннисисткой Сюзанн Ленглен. В общей сложности они пять раз становились чемпионами Франции в миксте, в том числе в 1925 и 1926 годах, когда это соревнование уже приобрело международный статус.
Брюньон быстро зарекомендовал себя как надёжный парный игрок. В 1922 году, помимо победы в миксте с Ленглен, он также выиграл чемпионат Франции в мужских парах с Марселем Дюпоном, а в 1924 году завоевал «серебро» на Олимпийских играх в Париже с Анри Коше. После этого Брюньон на протяжении десятилетия оставался одним из лидеров мирового тенниса в парном разряде, пять раз выиграв за это время чемпионат Франции (трижды с Коше и дважды с Жаном Боротра), четыре раза — Уимблдонский турнир (по два раза с Коше и Боротра), а также чемпионат Австралии 1928 года с Боротра. Ещё шесть раз он проигрывал в финалах — по три раза в Париже и Лондоне. Начиная с 1923 года он регулярно выигрывал со французской сборной европейский турнир Кубка Дэвиса, выходя в межзональный турнир, где определялся претендент на матч с действующими обладателями Кубка. В 1926 году французы выиграли межзональный турнир, уступив, однако, в раунде вызова американцам, но уже в следующем году обыграли сборную США на её корте и затем пять раз подряд удерживали это звание. Брюньон участвовал и в победном матче 1927 года, и в трёх последних победах в раунде вызова, выиграв за это время три из четырёх своих парных встреч. Свой последний финал на «Ролан Гарроc» 44-летний Брюньон провёл через пять лет после последней победы там же, в 1939 году, снова в паре с Боротра.
Хотя все наиболее значительные успехи Тото Брюньона пришлись на парный разряд, он не был мальчиком для битья и в игре один на один. Миниатюрный (ростом меньше 170 сантиметров) парижанин с аккуратно подстриженными усиками был, по выражению обозревателя Уоллиса-Майерса, редким по разнообразию ударов и изяществу касания игроком. Наибольшего успеха в одиночном разряде Брюньон добился на Уимблдонском турнире 1926 года, когда не только вышел в полуфинал, но и пять раз мог одним ударом закончить матч и присоединиться к Боротра в финале. В игре с американцем Говардом Кинси при счёте 2-2 по сетам он вёл в последней партии 5-4 и 40-15, а затем 6-5 и 40-15, но в итоге всё-таки уступил с общим счётом 4-6 6-4 3-6 6-3 7-9. На чемпионатах Франции и США Тото в эти же годы доходил до четвертьфинала и дважды (в 1926 и 1927 годах) включался в десятку сильнейших теннисистов мира вместе со всеми остальными «мушкетёрами» — хотя, в отличие от них, и вдалеке от первых мест. Он побеждал в одиночном разряде на турнирах в Тулоне, Каннах, Ницце, Баден-Бадене, а в 1932 году выиграл чемпионат Швейцарии на крытых кортах.
После окончания активной игровой карьеры Брюньон на некоторое время перебрался в Калифорнию, где профессионально работал как теннисный тренер. В 1976 году, за два года до смерти, он вместе с остальными «мушкетёрами» был включён в списки Международного зала теннисной славы.

## Участие в финалах турниров Большого шлема за карьеру (19)

### Мужской парный разряд (17)

#### Победы (10)
| Год  | Турнир                  | Партнёр     | Соперники в финале            | Счёт в финале            |
| ---- | ----------------------- | ----------- | ----------------------------- | ------------------------ |
| 1926 | Уимблдонский турнир     | Анри Коше   | Говард Кинси Винсент Ричардс  | 7-5, 4-6, 6-3, 6-2       |
| 1927 | Чемпионат Франции       | Анри Коше   | Жан Боротра Рене Лакост       | 2-6, 6-2, 6-0, 1-6, 6-4  |
| 1928 | Чемпионат Австралии     | Жан Боротра | Эдгар Мун Джим Уиллард        | 6-2, 4-6, 6-4, 6-4       |
| 1928 | Чемпионат Франции (2)   | Жан Боротра | Рен де Бузле Анри Коше        | 6-4, 3-6, 6-2, 3-6, 6-4  |
| 1928 | Уимблдонский турнир (2) | Анри Коше   | Джеральд Паттерсон Джон Хокс  | 13-11, 6-4, 6-4          |
| 1930 | Чемпионат Франции (3)   | Анри Коше   | Джим Уиллард Гарри Хопман     | 6-3, 9-7, 6-3            |
| 1932 | Чемпионат Франции (4)   | Анри Коше   | Марсель Бернар Кристиан Буссю | 6-4, 3-6, 7-5, 6-3       |
| 1932 | Уимблдонский турнир (3) | Жан Боротра | Фред Перри Пат Хьюз           | 6-0, 4-6, 3-6, 7-5, 7-5  |
| 1933 | Уимблдонский турнир (4) | Жан Боротра | Рёсуке Нунои Дзиро Сато       | 4-6, 6-3, 6-3, 7-5       |
| 1934 | Чемпионат Франции (5)   | Жан Боротра | Джек Кроуфорд Вивиан Макграт  | 11–9, 6–3, 2–6, 4–6, 9–7 |

#### Поражения (7)
| Год  | Турнир                  | Партнёр     | Соперники в финале           | Счёт в финале             |
| ---- | ----------------------- | ----------- | ---------------------------- | ------------------------- |
| 1925 | Чемпионат Франции       | Анри Коше   | Жан Боротра Рене Лакост      | 5-7, 6-4, 3-6, 6-2, 3-6   |
| 1926 | Чемпионат Франции (2)   | Анри Коше   | Говард Кинси Винсент Ричардс | 4-6, 1-6, 6-4, 4-6        |
| 1927 | Уимблдонский турнир     | Анри Коше   | Билл Тилден Фрэнк Хантер     | 6-1, 6-4, 6-8, 3-6, 4-6   |
| 1929 | Чемпионат Франции (3)   | Анри Коше   | Жан Боротра Рене Лакост      | 3-6, 6-3, 3-6, 6-3, 6-8   |
| 1931 | Уимблдонский турнир (2) | Анри Коше   | Джон ван Рин Джордж Лотт     | 2-6, 8-10, 11-9, 6-3, 3-6 |
| 1934 | Уимблдонский турнир (3) | Жан Боротра | Джордж Лотт Лестер Стёфен    | 2-6, 3-6, 4-6             |
| 1939 | Чемпионат Франции (4)   | Жан Боротра | Дон Макнилл Чарльз Харрис    | 6-4, 4-6, 0-6, 6-2, 8-10  |

### Смешанный парный разряд (2)

#### Победы (2)
| Год  | Турнир                | Партнёр        | Соперники в финале          | Счёт в финале |
| ---- | --------------------- | -------------- | --------------------------- | ------------- |
| 1925 | Чемпионат Франции     | Сюзанн Ленглен | Диди Власто Анри Коше       | 6-2, 6-2      |
| 1926 | Чемпионат Франции (2) | Сюзанн Ленглен | Сюзанн Лебенерэ Жан Боротра | 6-4, 6-3      |

## Участие в финалах Кубка Дэвиса (6)

### Победы (4)
| Год  | Место проведения | Покрытие | Состав                                     | Соперники в финале                                      | Счёт |
| ---- | ---------------- | -------- | ------------------------------------------ | ------------------------------------------------------- | ---- |
| 1927 | Филадельфия, США | Трава    | Ж. Боротра, Ж. Брюньон, А. Коше, Р. Лакост | США: Б. Джонстон, Б. Тилден, Ф. Хантер                  | 3:2  |
| 1930 | Париж, Франция   | Грунт    | Ж. Боротра, Ж. Брюньон, А. Коше            | США: Дж. ван Рин, Дж. Лотт, Б. Тилден, У. Эллисон       | 4:1  |
| 1931 | Париж, Франция   | Грунт    | Ж. Боротра, Ж. Брюньон, А. Коше            | Великобритания: Ч. Кингсли, Г. Остин, Ф. Перри, П. Хьюз | 3:2  |
| 1932 | Париж, Франция   | Грунт    | Ж. Боротра, Ж. Брюньон, А. Коше            | США: Э. Вайнз, Дж. ван Рин, У. Эллисон                  | 3:2  |

### Поражения (2)
| Год  | Место проведения | Покрытие | Состав                                     | Соперники в финале                                     | Счёт |
| ---- | ---------------- | -------- | ------------------------------------------ | ------------------------------------------------------ | ---- |
| 1926 | Филадельфия, США | Трава    | Ж. Боротра, Ж. Брюньон, А. Коше, Р. Лакост | США: Б. Джонстон, В. Ричардс, Р. Н. Уильямс, Б. Тилден | 1:4  |
| 1933 | Париж, Франция   | Грунт    | Ж. Боротра, Ж. Брюньон, А. Коше, А. Мерлен | Великобритания: Г. Ли, Г. Остин, Ф. Перри, П. Хьюз     | 2:3  |